# Savage Poetry
Savage Poetry är det tyska power metal-bandet Edguys debutalbum, utgivet i egenregi 1995. Skivan producerades av bandet själva.
År 2000 släpptes en nyinspelad version av albumet på bandets dåvarande skivbolag AFM Records. Titeln hade då utökats till The Savage Poetry.

## Låtlista
1. "Key to My Fate" – 4:37
2. "Hallowed" – 6:31
3. "Misguiding Your Life" – 4:13
4. "Sands of Time" – 5:07
5. "Sacred Hell" – 6:10
6. "Eyes of the Tyrant" – 8:33
7. "Frozen Candle" – 7:58
8. "Roses to No One" – 5:49
9. "Power and Majesty" – 5:10

## Låtlista på utgåvan från 2000
1. "Hallowed" – 6:14
2. "Misguiding Your Life" – 4:05
3. "Key to My Fate" – 4:34
4. "Sands of Time" – 4:40
5. "Sacred Hell" – 5:38
6. "Eyes of the Tyrant" – 10:01
7. "Frozen Candle" – 7:15
8. "Roses to No One" – 5:43
9. "Power and Majesty" – 4:53

## Medverkande
Musiker
- Tobias Sammet – sång, keyboard (1995, 2000), basgitarr (1995)
- Jens Ludwig – gitarr (1995, 2000)
- Dirk Sauer – gitarr (1995, 2000)
- Tobias Exxel – basgitarr (2000)
- Dominik Storch – trummor (1995)
- Felix Bohnke – trummor (2000)

Bidragande musiker
- Sven Rowoldt – keyboard (1995)
- Ralf Zdiarstek – körsång (2000)
- Markus Schmitt – körsång (2000)
- Frank Tischer – piano (2000)

Produktion
- Sven Rowoldt – inspelningstekniker (1995)
- Tobias Sammet – omslagskonst (1995)
- Norman Meiritz – inspelningstekniker (2000)
- Mikko Karmila – mixning (2000)
- Mika Jussila – mastering (2000)
- Jean-Pascal Fournier – omslagskonst (2000)
- Nils Wasko – design, layout (2000)